# Sunny (манґа)
Sunny — серія манґи у жанрі повсякденності, написана та проілюстрована Таййо Мацумото. Публікувалася в журналі Monthly Ikki видавництва Shogakukan з грудня 2010 року по вересень 2014 року, коли журнал припинив публікацію. Пізніше його було перенесено до Monthly Big Comic Spirits, і публікація продовжилася з січня по липень 2015 року. Розділи були зібрані в шість томів.
Sunny виграв 61-шу нагороду Shogakukan Manga Award у загальній категорії у 2016 році та отримав нагороду за відмінність на 20-му Японському фестивалі медіа-мистецтва у 2017 році.

## Сюжет
Sunny — це історія про вихованців дитячого будинку «Зоряні діти», комбінованого дитячого будинку-інтернату. Вони борються як з повсякденними проблемами дорослішання, так і з тими, що притаманні дітям, від яких відмовилися або які стали сиротами. Єдиним виходом зі скрутного становища для них є «Санні» — старий напівзруйнований автомобіль, що стоїть на галявині перед будинком. За допомогою Санні діти чарівним чином потрапляють туди, куди їм заманеться, подорожують світом, летять у космос або просто знаходять притулок від неприємностей реальності.

## Персонажі
Харуо Яно (яп. 矢野 春男, Yano Haruo)
Бунтарський сивочолий хлопчик, який зазвичай фантазує всередині Санні і встряє в бійки. Він дуже піклується про інших дітей у будинку, потрапляючи в неприємності, якщо це потрібно, щоб допомогти їм. Мати залишила його в «Зоряних дітях», і вони час від часу зустрічаються. Харуо зберігає круглу бляшанку від Nivea, яка нагадує йому про її запах.
Сей Ямашіта (яп. 山下 静, Yamashita Sei)
Розумний тихий хлопчик в окулярах, новенький у «Зоряних дітях». Він почувається невпевнено вдома і спочатку не дуже намагається спілкуватися з іншими дітьми, вірячи, що його батьки повернуться з дня на день.
Джюнсуке (яп. 純助)
Артистичний, музично схильний і грайливий хлопчик. Його відправили до інтернату разом з молодшим братом Шосуке (яп. 笑介). Вони відвідують свою хвору матір у лікарні.
Мегуму (яп. めぐむ)
Чутлива дівчинка, обтяжена спогадами про турботливу родину після смерті батьків. Вона боїться померти самотньою і хоче, щоб її ніхто не покидав. Мегуму завжди думає про інших найкраще і намагається бути «нормальною» дівчиною. Вона товаришує з Кіко.
Кіко (яп. きい子, Kīko)
Скандальна і плаксива дівчинка, яка захищає своїх однолітків. Мати залишила її в «Зоряних дітях».
Кенджі Іто (яп. 伊東 研二, Itō Kenji)
Підліток і один зі старших вихованців притулку. Його прозвали «Хтивий Кенджі» після того, як у «Санні» знайшли його порножурнали. Він син батька-алкоголіка. Він не знає, чого хоче від життя, і навіть намагався кинути школу.
Асако Іто (яп. 伊東 朝子, Itō Asako)
Старша сестра Кенджі та старшокласниця. Вона також піклується про дітей у «Зоряних дітях».
Таро (яп. たろう, Tarō)
Великий чоловік з ожирінням і невиявленими психічними проблемами, який зазвичай блукає будинком, збирає квіти і співає дитячі віршики. Він також виконує роль охоронця будинку та дітей.
Мінору Адачі (яп. 足立 稔, Adachi Minoru)
Разом з Міцуко є вихователем «Зоряних дітей». Це співчутливий і терплячий чоловік, який завжди дбає про благополуччя дітей.
Макіо (яп. 牧男)
Онук вихователя «Зоряних дітей». Ним захоплюються діти, особливо Харуо. Він навчається в коледжі, але безцільно шукає своє призначення в житті.

## Виробництво
Мацумото заявив, що з моменту свого дебюту він планував написати манґу про свій власний досвід життя в дитячому будинку протягом шести років, коли він був маленьким, але він подумав, що було б дивно починати кар'єру художника манґи з такої теми. Мацумото також сказав, що Sunny не є автобіографічним твором, уточнивши, що є моменти, близькі до його власного досвіду, тоді як інші здебільшого вигадані, додавши, що спочатку він планував зробити його більш автобіографічним, але не зміг цього зробити, тож він вийшов «наполовину реальним і наполовину вигаданим». Для серіалу Мацумото вирішив використовувати діалект Кансай для діалогів, щоб зробити історію більш безтурботною. Попередні роботи Мацумото відзначалися відсутністю жіночих персонажів, тоді як у Sunny вони більш помітні, оскільки Мацумото базував роботу на власному досвіді, а половина дітей у притулку були дівчатами. Дружина Мацумото допомагала йому малювати жіночих персонажів.

## Публікація
Написаний та проілюстрований Таййо Мацумото, Sunny публікувалася в журналі Monthly Ikki видавництва Shogakukan з 25 грудня 2010 року до 25 вересня 2014 року, коли журнал Ikki призупинив свою публікацію. Пізніше манґа була передана до Monthly Big Comic Spirits і випуск було продовжено з 27 січня по 27 липня 2015 року.

### Список томів
| - 01. «„Де знаходиться Йокогама?“ „Не знаю, десь біля Токіо?“» (яп. 「横浜ってどこにあるんやろ？」 「知らんわ、東京の辺ちゃうか」, `Yoko Hamatte Doko ni Aru N'yaro?' `Shiran wa, Tōkyō no Hen Chau ka') - 02. «„Чому в Дракули такі довгі нігті?“ „Бо він їх не стриже.“» (яп. 「ドラキュラの爪てなんで長いんやろ？」 「そら切らへんからや」, `Dorakyura no Tsumete Nande Nagai N'yaro?' `Sora Kirahenkara ya') - 03. «„Чому дівчата завжди плачуть?“ „Бо жіночі сльози майже непереможні.“» (яп. 「女子てなんですぐ泣くんやろ？」 「おんなの涙は、ほぼ無敵なんや」, `Joshite Nande Sugu Naku N'yaro?' `On'nanonamida wa, Hobo Mutekina n ya') | - 04. «„Ким ти хочеш стати, коли виростеш?“ „Шпигуном, гонщиком і чемпіоном з боксу.“» (яп. 「大人になったら何になりたい？」 「スパイでレーサーでボクサーのチャンピョンや」, `Otona ni Nattara Nani ni Naritai?' `Supai de Rēsā de Bokusā no Chanpyon ya') - 05. «„Що ти робиш, коли хочеться плакати вночі?“ „Я співаю.“» (яп. 「夜来て泣きたなったら、どないする？」 「オレ、歌うわ」, `Yoru Kite Nakita Nattara, Do nai Suru?' `Ore, Utau wa') - 06. «„Як ти думаєш, що буде на вечерю сьогодні?“ „Міс Міцуко сказала — крокети.“» (яп. 「今日の晩ごはん、なんやろ？」 「みつこさん、コロッケや言うてたで」, `Kyō no Ban Gohan, na N'yaro?' `Mitsuko-san, Korokke ya Yuute Tade') |

| - 07. «„Коли я вийду заміж, хочу бути в сукні в каплиці.“ „Що таке каплиця?“» (яп. 「結婚式はドレス着てチャペルでやりたいねん」 「チャペルて何？」, `Kekkonshiki wa Doresu Kite Chaperu de Yaritai nen' `Chaperu Tenani?') - 08. «„Гуппі — це чий малюк?“ „Гуппі — це дитинча гуппі.“» (яп. 「メダカって何の子どもなの？」 「メダカはメダカの子どもだよ」, `Medaka Ttenani no Kodomona no?' `Medaka wa Medaka no Kodomoda yo') - 09. «„Сонце — це круто! Воно повертається щоранку.“ „Знаєш, це Земля обертається навколо нього.“» (яп. 「お日さまて、えらいわ。毎朝かならず来てくれはる」 「地球がまわっとんねん」, `O-bi-samate, Erai wa. Maiasa Kanarazu Kite Kure Haru' `Chikyū ga Mawatton nen') | - 10. «„Люди можуть літати, якщо мають сміливість.“ „Гаразд, тоді лети!“» (яп. 「人間、根性あったら空かて飛べんねんで」 「よっしゃ、飛べ」, `Ningen, Konjō Attara Sukate Toben Nende' `Yossha, Tobe') - 11. «„Я хочу її бачити так само сильно, як і не хочу.“ „Ну а я точно хочу її бачити!“» (яп. 「会いたいのんとおなじぐらい会いたくないねん」 「オレは会いたいっ！」, `Aitai non to Onaji Kurai Aitakunai nen' `Ore wa Aita i~tsu!') - 12. «„Місто завжди здається сердитим.“ „Типу воно кричить „ЕЙ!“ чи що?“» (яп. 「街ってずっと怒っとるみたいや」 「コラー言うて？」, `Machi tte Zutto Okottoru Mitai ya' `Korā Yuute?') |

| - 13. «„Коли падає сніг, здається, ніби весь світ опинився над хмарами.“» (яп. 「雪ふったら、せかいが雲の上みたいや」, `Yuki Futtara, se kai ga Kumonoue Mitai ya') - 14. «„Я хочу стати таким, як Макіо, коли виросту.“ „Так, я теж.“» (яп. 「オレ、まきおさんみたいな大人になりたいわ」 「オレかって、なりたいわ」, `Ore, Maki Osan Mitaina Otona ni Naritai wa' `Ore ka tte, Naritai wa') - 15. «„Мадам, настав час чаю.“ „Щиро вдячна за запрошення, дякую. Хі-хі-хі.“» (яп. 「おくさま、お茶の時間ですわよ」 「およばれしますわでございますわよ。おほほ」, `O Kusa ma, Ocha no Jikandesu wa yo' `Oyoba re Shimasu Wadegozaimasu wa yo. O Hoho') | - 16. «„Що, якщо нас помітить талант-скаут на телебаченні?“ „Народження зірки!“» (яп. 「テレビ出てスカウトされたらどないしよ」 「スター誕生や」, `Terebi Dete Sukauto sa Retarado nai Shiyo' `Sutā Tanjō ya') - 17. «„Якби у мене був власний універмаг, я б зробив усі поверхи магазинами іграшок.“ „Це просто величезний магазин іграшок.“» (яп. 「オレのデパートあったら、ぜんぶの階オモチャ売り場にするわ」 「それはでっかいオモチャ屋いうねん」, `Ore no Depāto Attara, Zenbu no Kai Omocha Uriba ni Suru wa' `Sore wa Dekkai Omocha-ya iu Nen') - 18. «„Кішка каже „мяу-мяу“, собака каже „гав-гав“.“ „Свиня каже „хрю-хрю“, корова каже „му-му“.“» (яп. 「猫、ニャンニャニャン 犬、ワンワンワン」 「豚、ブーブーブー 牛、モーモーモー」, `Neko, Nyan' Nya Nyan Inu, Wan Wan Wan' `Buta, Bū Bū Bū Ushi, Mō Mō Mō') |

| - 19. «„Думаєш, це Бог змушує дощити?“ „Бог теж, мабуть, хоче плакати іноді.“» (яп. 「神さまが、雨ふらせるんやろか？」 「神さんかって、泣きたなるとき、あるんやろ」, `Kamisama ga, Ame Fura Seru N'yaro ka?' `Kami-san Katte, Nakita Naru Toki, aru N'yaro') - 20. «„Я ненавиджу дайкон.“ „Ага, він пахне, як пердіння.“» (яп. 「ダイコン嫌いや」 「なんや、おならのにおいする」, `Daikon-girai ya' `Nan ya, Onara no Nioi Suru') - 21. «„Що роблять закохані?“ „Тримаються за руки й цілуються.“» (яп. 「こいびとどうしって、ナニするん？」 「おててつないで、チューするねん」, `Koi Bito-dōshi tte, Nani Suru n?' `O Tete Tsunaide, Chū Suru Nen') | - 22. «„Ось вони знову дуріють.“ „Ага, дуріють...“» (яп. 「はしゃいどるのぉ…」 「はしゃいどるでぇ〜」, `Hashi ~Yaidoruno~o…' `Hashi ~Yaidorude~e 〜') - 23. «„Яблука Ґренні Сміт зелені, так?“ „Називай їх „зеленими яблуками“.“» (яп. 「あおリンゴって、みどりとちゃうん？」 「みどりんご！」, `Ao Ringo tte, Midori to Chau n?' `Midori n Go!') - 24. «„Аууу.“ „Ваааа.“» (яп. 「あうあうあ」 「うぉううぉ」, `Au au a' `u ~ouu~o') |

| - 25. «„Спека така, що аж літо.“ „Серце аж тьохкає!“» (яп. 「あつがなついわ」 「ドキがむね！」, `Atsu ga Natsui wa' `Doki ga Mune!') - 26. «„Прямо як у „У пошуках матері, 3000 ліг“.“ „3000 ліг – це далеко?“» (яп. 「母をたずねて三千里やね」 「さんぜんりって遠いんか？」, `Haha wo Tazunete Sanzenri ya ne' `Sanzenri tte Tōi n ka?') - 27. «„У мене так тече з носа, що аж мозок витікає.“ „Та в тебе вже й так мозку нема!“» (яп. 「こないいっぱいはな水でたら、脳みそでてまう」 「ほな、お前もう脳みそないで」, `Konai Ippai Hana Mizudetara, Nōmi Sodete Mau' `Hona, Omae mō Nōmi Sonaide') | - 28. «„Цей Хтивий Кен у хорошому настрої, ти ба!“ „Мабуть, гроші знайшов.“» (яп. 「エロケン、ごきげんやな」 「でもひろたんやろ」, `Eroken, Goki Gen'ya na' `Demo Hirota N'yaro') - 29. «„Як думаєш, якщо доторкнутися до веселки, вона гаряча?“ „Синя частина має бути холодна.“» (яп. 「虹って、さわったらあついんやろか？」 「青い部分は、つべたいやろ」, `Niji tte, Sawattara Atsui N'yaro ka?' `Aoi Bubun wa, Tsubetaiyaro') - 30. «„Де, думаєш, сплять птахи під час бурі?“» (яп. 「台風きとる日は、鳥たちどこでねるんやろ？」, `Taifūki Toru hi wa, Tori-tachi Doko de Neru N'yaro?') |

| - 31. «„П'ять панічних пухких жаб пострибали.“ „П'ятдесят лютих пухнастих риб.“» (яп. 「カエルピョコピョコミピョコピョコ」 「あわせてボコボコムボコボコ」, `Kaeru Pyoko Pyoko mi Pyoko Pyoko' `Awasete Boko Boko mu Boko Boko') - 32. «„Я люблю парки атракціонів.“ „Коли виросту, житиму в ньому!“» (яп. 「ゆうえんち好きや」「大人になったらゆうえんちでくらすわ」, `Yū en Chi Suki ya'`Otona ni Nattara Yū en Chide Kurasu wa') - 33. «„Хтивий Кен знову у своїй стихії!“ „Хтивий, грайливий, шкідливий!“» (яп. 「エロケンはエロエロ」 「エッチスケッチワンタッチ」, `Eroken wa Eroero' `Etchi Suketchi Wantatchi') - 34. «„Небо засоромилося, бачиш.“ „Червоніє, бачиш.“» (яп. 「空てれとんねん」 「真っ赤になっとんねん」, `Sora Tere Ton Nen' `Makka ni Natton Nen') | - 35. «„Діва, Козеріг...“ „Єдиноріг, попкорн.“» (яп. 「おとめ座、やぎ座…」 「モナリザ、便座」, `Otome-za, Yagi-za…' `Monariza, Benza') - 36. «„Знову вдома, знову вдома.“ „Ласкаво просимо.“» (яп. 「ただいま ただいま」 「おかえりなさい」, `Tadaima Tadaima' `Okaerinasai') - Фінальний розділ. «„Спочатку дощ, потім хмарно.“ „Хмарно, а потім ясно.“» (яп. 「雨のちくもり」 「くもりのち晴れ」, `Ame no Chiku Mori' `Kumori Nochi Hare') |

## Сприйняття
Sunny була однією з рекомендованих робіт журі на 15-му та 16-му Японському фестивалі медіа-мистецтва в 2011 та 2012 роках. Вона також отримала нагороду за відмінність на 20-му фестивалі в 2017 році. У 2016 році манґа виграла 61-шу нагороду Shogakukan Manga Award у загальній категорії, розділивши її з Umimachi Diary. Вона отримала нагороду за найкращий графічний роман на другій премії студії мультиплікаторів. Була номінована як найкраще американське видання іноземного матеріалу на Harvey Awards 2014 року. Її також було обрано як номінанта на «Найкращий комікс» на 42-му та 44-му щорічному Міжнародному фестивалі коміксів в Ангулемі у 2015 та 2017 роках відповідно.
Перший том Sunny був обраний як один із Великих графічних романів 2014 року в розділі художньої літератури Асоціацією бібліотечних послуг для молоді. Це була одна з п'ятдесяти манґ, відібраних для виставки манґи про просування прав людини, яку проводив Токійський міський центр сприяння правам людини у 2015 році.
На Anime News Network Ребекка Сільверман поставила першому тому загальну оцінку B+. Грег МакЕлхаттон з Comic Book Resources похвалив стиль рисовки і заявив, що це «найдоступніша манґа Мацумото на сьогодні» у своєму огляді першого тому. Publishers Weekly писали, що автор «вправно вплітає почуття туги і смутку навіть у найхаотичніші сцени, і читачі занурюються в життя дітей, які намагаються бути самими собою у світі, який їх не хоче».

## Подальше читання
- 松本大洋 - コミックナタリー 特集・インタビュー. Comic Natalie (яп.). Natasha, Inc. 24 грудня 2010. Архів оригіналу за 11 червня 2014. Процитовано 11 листопада 2020.